# Józef Walenty Budynowicz

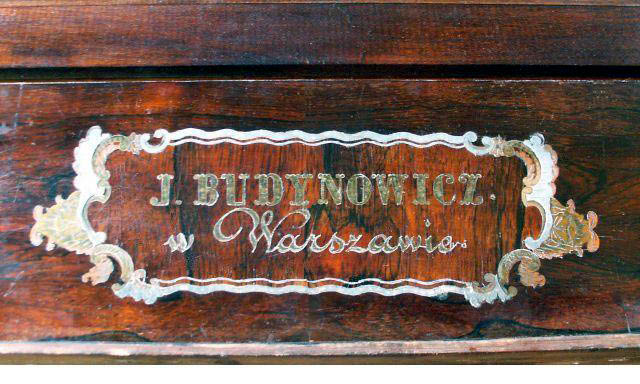
Firmowe logo.

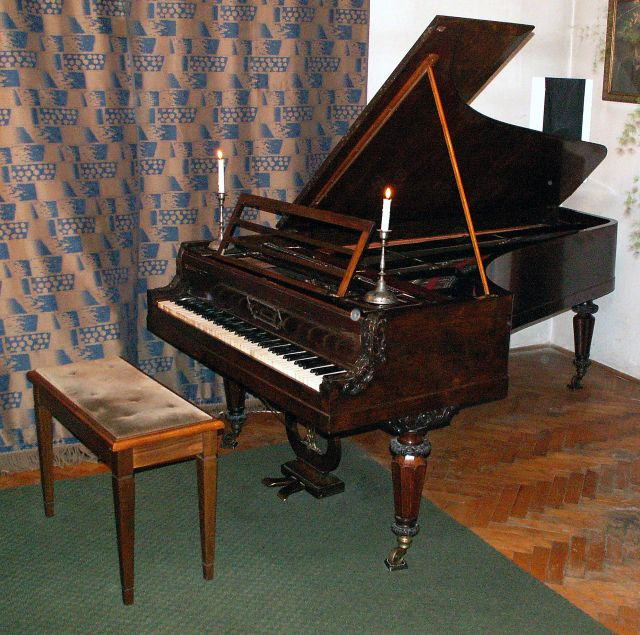
Fortepian J. Budynowicz

Józef Walenty Budynowicz (ur. 7 lutego 1816 w Warszawie, zm. 4 sierpnia 1886 w Warszawie) – polski fortepianmistrz, majster cechowy, podstarszy (1864-1878) i starszy cechowy (1878-1886). Od 1840 do 1886 prowadził wytwórnię fortepianów i pianin w Warszawie przy ulicy Długiej 557, od około 1884 roku przy ulicy Leszno 8. Na warszawskiej wystawie w 1845 przedstawił fortepian palisandrowy, inkrustowany, 7-oktawowy z mechaniką angielską systemu Breitkopfa i Härtla, z osadą młotków wzmocnionych blachą mosiężną. Brzmienie i sprawność instrumentów Budynowicza oceniano bardzo wysoko. Jako pierwszy w kraju zastosował w fortepianie metalową ramę odlewaną (odlew na podstawie jego modelu wykonała fabryka Braci Evans) uzyskując na nią patent 15\27 VIII 1847.
W 1849 r. Budynowicz zatrudniał 8 pracowników przy rocznej produkcji wartości 2.100 rubli, 1857 – 17 pracowników. Czwartą część produkcji eksportowano do Rosji.
Była to wówczas druga co do wielkości, po Krallu i Seidlerze, warszawska firma o ugruntowanej już opinii.
Na wystawie warszawskiej w 1857 eksponowała fortepian palisandrowy z mechaniką wiedeńską.
W 1870 zatrudniała 12 pracowników przy produkcji 45 instrumentów rocznie. Łącznie fabryka wyprodukowała około 5000 instrumentów. Zachowało się do dzisiaj wiele fortepianów w zbiorach prywatnych, niestety często są one w stanie nienadającym się do gry. Jedyny bardzo dobrze utrzymany fortepian Budynowicza w stanie koncertowym znajduje się w rękach prywatnych.
Został pochowany na Cmentarzu Powązkowskim w kwaterze 11-5-19/20.

## Numery seryjne produkcji
- ok. 1847 - 50 r. - 211
- ok. 1885 r. - 4699

## Nagrania

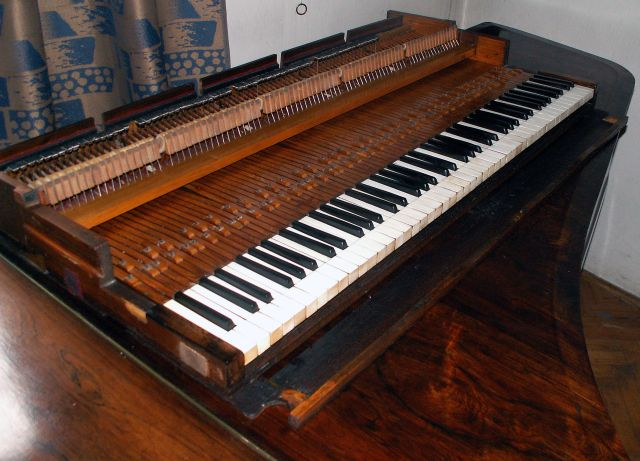
Mechanizm staroniemiecki z fortepianu marki J. Budynowicz z 1850 r.

- Wolfgang Amadeus Mozart, Rondo alla turca (Marsz Turecki)
- Ferenc Liszt, La Campanella,
- Fryderyk Chopin, Polonez A-dur op.40 nr 1
- Fryderyk Chopin, Etiuda Ges-dur op.25 nr 9